# Brionna Jones
Brionna Jones (* 18. Dezember 1995 in Baltimore, Maryland) ist eine US-amerikanische Basketballspielerin der nordamerikanischen Profiliga Women’s National Basketball Association (WNBA).

## Karriere
Vor ihrer professionellen Karriere in der WNBA spielte Hamby von 2014 bis 2017 College-Basketball für das Team der University of Maryland. Bei der Sommer-Universiade 2015 holte sie mit dem US-Team die Goldmedaille.
Beim WNBA Draft 2017 wurde Hamby an 8. Stelle von den Connecticut Sun ausgewählt, für die sie seither in der WNBA spielt. In der Saison 2021 wurde sie mit dem WNBA Most Improved Player Award und in der Saison 2022 mit dem WNBA Sixth Woman of the Year Award ausgezeichnet. 